# Dinamica Nambu
În matematică, dinamica Nambu este o generalizare a mecanicii Hamiltonianiene implicând Hamiltoniene multiple. Să reamintim că Hamiltonianul clasic se bazează pe fluxurile generate de un Hamiltonian neted peste o mulțime simplectică. Fluxurile sunt simplectomorfisme și prin urmare satisfac teorema lui Liouville. Apoi, această dinamică, a fost generalizată pentru fluxuri generate de un Hamiltonian peste mulțimile Poisson. În 1973, Yoichiro Nambu a sugerat o generalizare care implică mulțimile Nambu-Poisson cu mai mult de un Hamiltonian.
Să considerăm o mulțime diferențială M, pentru câțiva întregi N ≥ 2; unul având o netezime  N-liniară de la N copii ale lui {\displaystyle \textstyle C^{\infty }(M)} pe ea însăși, astfel încât este complet antisimetrică: paranteza Nambu este dată de,  {h1, ..., hN−1, .}, care acționează ca o derivată {h1, ..., hN−1,fg} = {h1, ..., hN−1, f} g + f {h1, ..., hN−1, g}; de unde rezultă Identitatea lui Filippov (FI), (care evocă identitatea lui Jacobi, dar spre deosebire de aceasta, nu este antisimetrizată pentru toate argumentele N ≥ 2 ):
{\displaystyle \{f_{1},\dots ,f_{N-1},\{g_{1},\dots ,g_{N}\}\}=\{\{f_{1},\dots ,f_{N-1},g_{1}\},g_{2},\dots ,g_{N}\}}
{\displaystyle +\{g_{1},\{f_{1},\dots ,f_{N-1},g_{2}\},\dots ,g_{N}\}+\,\dots +\{g_{1},\dots ,g_{N-1},\{f_{1},\dots ,f_{N-1},g_{N}\}\},}
astfel că, {f1, ..., fN−1, .} acționează ca o derivată generalizată peste produsul înfășurătoarei N {. ,..., .}.
Există deci N − 1 Hamiltoniene, H1, ..., HN−1, care generează in fluid incompresibil,
{\displaystyle {\frac {d}{dt}}f=\{f,H_{1},\cdots ,H_{N-1}\}.}
Viteza din spațiul fazelor generalizată este nedivergentă, deci admite teorema lui Liouville. Cazul N = 2 se reduce la o mulțime Poisson, deci convențional la mecanica Hamiltoniană.
Pentru N mare și par, Hamiltonianul N − 1 se identifică cu numărul maxim de invarianți independenți ai mișcării caracterizând un sistem superintegrabil care se dezvoltă într-un spațiu al fazelor N-dimensional. Astfel de sisteme sunt de asemenea descrise de mecanica Hamiltoniană convențională, dar descrierea lor în cadrul mecanicii Nambu este în mod substanțial mai elegantă și intuitivă, deoarece toți invarianții beneficiază de aceeași stare geometrică precum Hamiltonianul: traiectoria din spațiul fazelor fiind intersectia a N − 1 hipersuprafețe specificate prin invarianții lor. Astfel că, fluxul este perpendicular pe toți cei N − 1 gradienți ai acestor Hamiltonieni, de unde paralelismul cu produsul vectorial generalizat specificat de parantezele Nambu.
Cuantificarea dinamică Nambu conduce la legătura structurală care coincide cu cuantificarea convențională atunci când sisteme superintegrabile sunt implicate — de fapt așa cum trebuie să fie.